# Domänenkammer
Die Domänenkammer, auch: Domänenkammer (Staat Hannover) oder Königlich Großbritannische Churfürstlich Braunschweigisch-Lüneburgische Kammer Hannover, war eine  Mittelbehörde im Kurfürstentum Hannover und von 1815 bis 1866 im Königreich Hannover, der neben der Finanzverwaltung die fiskalische Verwaltung des staatseigenen Grundbesitzes oblag.

## Aufgaben und Persönlichkeiten
Die Domänenkammer verwaltete bis zur Annexion durch Preußen im Jahr 1866 den land- und forstwirtschaftlichen Grundbesitz des Staates durch Vermietung und Verpachtung. Sie übernahm zunächst nach der Reformation auch die ehemaligen Klöster im Kurfürstentum, diese wurden jedoch in der Folge als Sondervermögen an die Klosterkammer Hannover übertragen.
1838 war Georg Ludwig Comperl in der Domänenkammer tätig, die dem „Ober-Hof-Marschall-Amt“ unter Georg Christian von Wangenheim unterstand. 1856 bis 1862 war August Heinrich Rumann Kammerdirektor.
Die Königliche Domänenkammer unterstand direkt dem Finanzminister des Landes. Der Kammerpräsident der Königlichen Domänenkammer gehörte nach § 84 der Verfassung von 1840 von Amts wegen der Ersten Kammer der Hannoverschen Ständeversammlung an. Der Dienstsitz der Domänenkammer befand sich im Leineschloss.
Zeitweiliger Staats- und Finanzminister im Königreich war Caspar Detlev von Schulte.